# Pierre Marie Baille
Pour les articles homonymes, voir Baille (homonymie).
Pierre Marie Baille, né le 23 septembre 1758 à Avignon, mort en prison le 2 septembre 1793 à Toulon, Var, est un homme politique français, dont l'activité s'exerce pendant la période de la Révolution.

## Sous la Révolution
Pierre Marie Baille, qui avait fait ses études chez les Oratoriens de Marseille et que rien ne prédestinait à l'action révolutionnaire, est élu en septembre 1792, avec l'appui de son ami Charles Barbaroux, député du département des Bouches-du-Rhône à la Convention nationale, mais, dès son arrivée à la Convention, il se sépare de son ami en allant siéger avec les Montagnards. Lors du procès de Louis XVI, il vote pour la mort du roi.
La Convention l'envoie le 30 avril 1793 à l'armée d'Italie avec Charles Nicolas Beauvais de Préau. Ils sont chargés de ramener le calme à Toulon, où les évènements tournèrent à leur désavantage. Ils se firent haïr de la bourgeoisie toulonnaise par la violence de leurs mesures : arrestations massives, incorporations forcées dans l'armée, cours forcé de l'assignat, saisies, réquisitions...
Ayant quitté Toulon pour Nice le 3 juin 1793, ils commirent l'erreur d'y revenir le 18 juillet alors que venait d'éclater la révolte des sections royalistes de la ville. Ils sont arrêtés et jetés en prison. Pierre Marie Baille, ayant appris qu'on avait également incarcéré son père, se pend dans sa cellule le 2 septembre 1793, peu avant de comparaître devant un tribunal.